# Philip C. Hayes

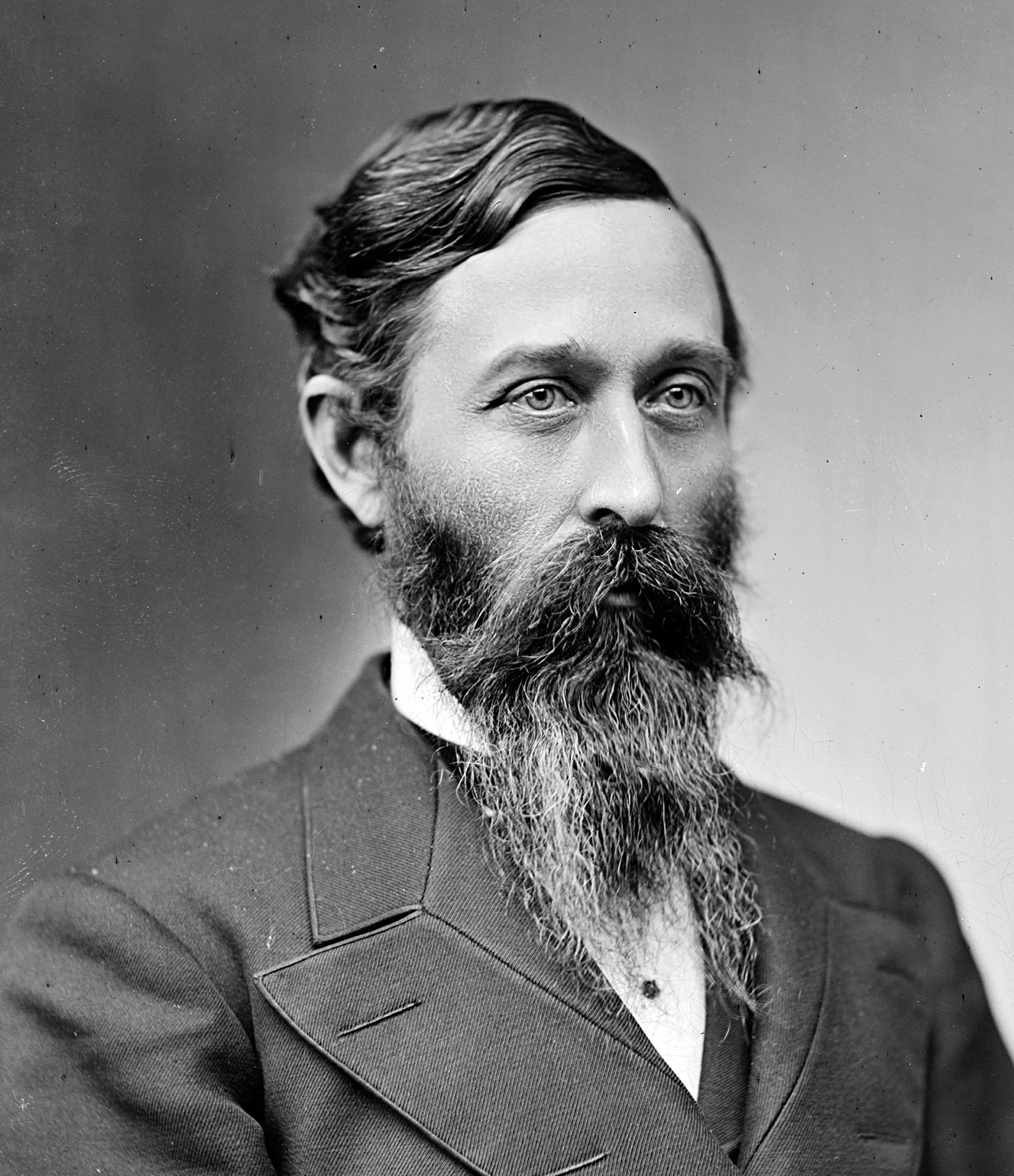
Philip C. Hayes

Philip Cornelius Hayes (* 3. Februar 1833 in Granby, Connecticut; † 13. Juli 1916 in Joliet, Illinois) war ein US-amerikanischer Politiker. Zwischen 1877 und 1881 vertrat er den Bundesstaat Illinois im US-Repräsentantenhaus.

## Werdegang
Noch in seiner Jugend zog Philip Hayes mit seinem Vater in das LaSalle County in Illinois, wo er die Bezirksschulen besuchte. Danach studierte er bis 1863 am Oberlin College in Ohio unter anderem Theologie. Während des Bürgerkrieges diente er als Offizier im Heer der Union, in dem er bis 1865 bis zum Brevet-Brigadegeneral aufstieg. Im Jahr 1866 war Hayes Schulrat in Mount Vernon. Nach mehreren Umzügen kam er im Jahr 1874 nach Morris in Illinois. Politisch wurde er Mitglied der Republikanischen Partei. Im Juni 1872 nahm er als Delegierter an der Republican National Convention in Philadelphia teil, auf der Präsident Ulysses S. Grant zur Wiederwahl nominiert wurde.
Bei den Kongresswahlen des Jahres 1876 wurde Hayes im siebten Wahlbezirk von Illinois in das US-Repräsentantenhaus in Washington, D.C. gewählt, wo er am 4. März 1877 die Nachfolge von Alexander Campbell antrat. Nach einer Wiederwahl konnte er bis zum 3. März 1881 zwei Legislaturperioden im Kongress absolvieren. Im Jahr 1882 verzichtete er auf eine weitere Kandidatur.
Nach dem Ende seiner Zeit im US-Repräsentantenhaus zog Philip Hayes nach Joliet, wo er am 13. Juli 1916 starb.